# Metriocnemus distans
Metriocnemus distans är en tvåvingeart som beskrevs av Jean-Jacques Kieffer 1916. Metriocnemus distans ingår i släktet Metriocnemus och familjen fjädermyggor.
Artens utbredningsområde är Sverige. Inga underarter finns listade i Catalogue of Life.